# William Yorzyk
William Albert „Bill” Yorzyk Jr. (ur. 29 maja 1933 w Northampton, zm. 2 września 2020 w East Brookfield) – amerykański pływak. Złoty medalista olimpijski z Melbourne.
Największe sukcesy odnosił w stylu motylkowym. Zawody w 1956 były jego jedynymi igrzyskami olimpijskimi. Po złoto sięgnął na dystansie 200 metrów stylem motylkowym (dystans ten był na igrzyskach rozgrywany po raz pierwszy). Na tym dystansie był brązowym medalistą igrzysk panamerykańskich w 1955, zdobył złoto w sztafecie 4 × 200 metrów stylem dowolnym. W 1971 został przyjęty w poczet członków International Swimming Hall of Fame.